# Jacques Tauran
 (janvier 2021).
Si vous disposez d'ouvrages ou d'articles de référence ou si vous connaissez des sites web de qualité traitant du thème abordé ici, merci de compléter l'article en donnant les références utiles à sa vérifiabilité et en les liant à la section « Notes et références ».
Pour les articles homonymes, voir Tauran.
Jacques Tauran, né le 7 mai 1930 à Bois-Colombes et mort le 28 février 1996 à Fort-de-France, est un éditeur et un homme politique français.

## Biographie
Ancien cadre de l'UDCA de Pierre Poujade dont il gérait la presse interne, il fut l'un des fondateurs du Front national. 
Il fut élu député européen FN en 1989, et siégea dans le Groupe technique des droites européennes. La même année, il adhère au Cercle renaissance.
Il était membre du bureau politique du Front national, président du Cercle national de défense des animaux (association proche du FN), il fut un temps chargé de l'organisation des meetings avec Michel Collinot. Il a également été l'imprimeur des publications (tracts, affiches...) du parti.
Il était également propriétaire d'une maison d'éditions locale (à Limoges) fondée en 1994, les éditions Flanant, ayant publié entre autres Roger Holeindre, ou Alain Sanders.
Dans son livre Infiltrations ennemies dans la droite nationale et populaire publié en 1999, Henry Coston l'accusait d'être un membre de la GLNF. L'information a été reprise dans Les Frères invisibles (Pocket 2002, p. 80).